# Liopleurodon
Liopleurodon – rodzaj pliozaurów, wielkich morskich gadów drapieżnych żyjących na przełomie środkowej i późnej jury (od ok. 165 milionów do 155 milionów lat temu). Pliozaury zajęły wtedy miejsce wielkich ichtiozaurów jak Temnodontosaurus i pozostawały największymi drapieżcami mórz do połowy kredy, kiedy z kolei zostały zastąpione przez morskie jaszczurki mozazaury. W przeciwieństwie do lepiej poznanych długoszyjnych plezjozaurów z rodzaju Elasmosaurus, miały wielkie głowy, krótkie szyje i raczej dłuższe ciała oraz rozszerzony tył czaszki, gdzie znajdowały się potężne mięśnie szczęk pełnych wielkich zębów.

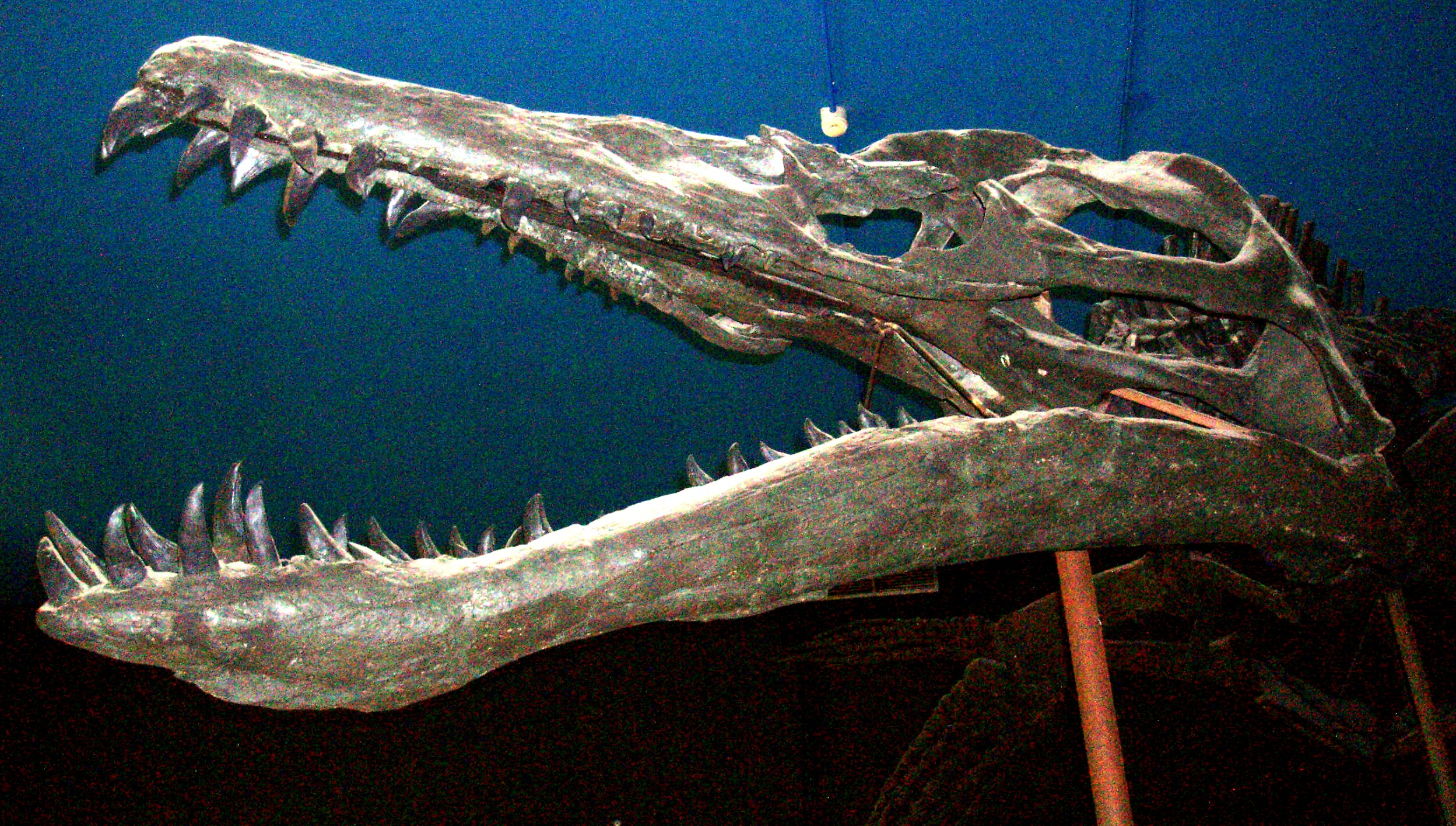
Czaszka Liopleurodon ferox

Cztery silne płetwiaste kończyny i smukłe ciało sugerują, że były dobrymi pływakami. Prawdopodobnie polowały z zasadzki jak dzisiejszy rekin żarłacz biały. Ich zdobyczą mogły być wielkie głowonogi, ichtiozaury, plezjozaury, rekiny i inne duże zwierzęta, które udało im się upolować.
Liopleurodon całe życie musiał spędzać w wodzie i z tego powodu był najprawdopodobniej żyworodny, ponieważ nie mógł wychodzić na ląd, aby złożyć jaja jak dzisiejsze żółwie morskie. Jego płetwiaste kończyny miały zbyt słabe połączenie z kręgosłupem, aby mogły utrzymać tak potężne ciało na lądzie. Prawdopodobnie gdyby został wyrzucony przez sztorm na brzeg, udusiłby się pod własnym ciężarem, tak jak dzisiejsze walenie, kiedy osiądą na mieliźnie.
Największym i najbardziej znanym gatunkiem rodzaju Liopleurodon jest niewątpliwie Liopleurodon ferox, po raz pierwszy opisany w 1873. Jego skamieniałe szczątki sprzed około 160 milionów lat znaleziono we wschodniej Anglii i północnej Francji. Największa czaszka mierzy 1,5 m, co wskazuje, że długość całego zwierzęcia można szacować na 10 m (choć przeciętne rozmiary wynosiły raczej 5-7 m) i 5 ton masy.
Chociaż nie da się wykluczyć, że Liopleurodony osiągały nawet kilkanaście metrów długości – jak inne, większe pliozaury – serial BBC Wędrówki z dinozaurami z 1999 przyczynił się do wylansowania przekonania, jakoby Liopleurodon dorastał do 25 metrów długości i 75-150 ton masy (na podstawie porównania z płetwalem błękitnym), co czyniłoby z niego największego drapieżnika w dziejach życia na Ziemi. Rozmiary te są jednak mocno przesadzone. Kłopot z określeniem wiarygodnej długości polega na braku kompletnego szkieletu dostatecznie dużego osobnika. Takie rekordowe rozmiary zostały oszacowane na podstawie znalezionych pojedynczych kręgów czy niekompletnej szczęki dolnej, ale nie ma pewności, że należały na pewno do niego. Na podstawie wielkości żuchwy długość czaszki oszacowano na trzy metry i według niej długość całego ciała wyliczono na nie mniej niż 18 metrów. Jest to jednak przypuszczalnie skamieniałość nowego rodzaju pliozaura, nie liopleurodona. Natomiast 25-metrowe rozmiary liopleurodona z serialu BBC oparte były na pojedynczym kręgu przechowywanym w muzeum w Peterborough (w Anglii), który okazał się należeć do zauropoda.